# Дъстин Томасън
Дъстин Томасън (на английски: Dustin Thomason) е американски сценарист, продуцент и писател на бестселъри в жанра трилър.

## Биография и творчество
Дъстин Томасън е роден през 1976 г. в Хонолулу, Хавай, САЩ. Завършва гимназията за наука и технологии „Томас Джеферсън“ във Феърфакс, заедно с Йън Колдуел. През 1998 г. се дипломира със специалност антропология и медицина от Харвардския университет. Докато е там печели наградата „Хуупс“ за изключителна дипломна работа. Получава магистърска степен и степен по бизнес администрация от Колумбийския университет през 2003 г.
След дипломирането си се премества в Калифорния и работи в кинопроизводството. Заедно с приятеля си от детинство, запленени от тайните на историята, от лятото на 1998 г. започват да пишат съвместно роман, като завършват ръкописа след 6 години, поддържайки връзка чрез електронната поща и по телефона.
През 2004 г. е публикуван първият му трилър, в съавторство с Йън Колдуел, „Криптата на флорентинеца“. Интелектуалният исторически трилър разказва историята на четирима авсолвенти от Принстънския университет, които искат да открият някои от тайните на книгата „Хипнеротомахия Полифили“, написана на няколко езика от римски свещеник през 1499 г. Действието на романа се развива на фона на Принстънския университет и Харвард, и в него има много автобиографични елементи и спомени от времето, когато той е учил там. Книгата става международен бестселър, аплодиран от читатели и критика.
В следващите години пише сюжети за телевизионни сериали и работи като изпълнителен продуцент към „Фокс“ и „Имажин Ентъртеймънт“.
През 2012 г. е публикуван вторият му трилър „12.21“, свързан с темата за пророчеството на маите. Той също става международен бестселър.
Дъстин Томасън живее в Лос Анджелис.

## Произведения

### Самостоятелни романи
- The Rule of Four (2004) – с Йън Колдуел
Криптата на флорентинеца, изд.: ИК „Бард“, София (2005), прев. Любомир Николов – Нарви
- 12.21 (2012)
- Virus (2012) – издаден в Германия

### Екранизации и филмография
- 2006 The Evidence – ТВ сериал, автор на 1 и съавтор на 7 сюжета, изпълнителен продуцент на 8 епизода
- 2009 Lie to Me – ТВ сериал, автор на 3 епизода, изпълнителен продуцент на 12 епизода
- 2013 The Surgeon General – ТВ филм, изпълнителен продуцент
- 2014 Manhattan – ТВ сериал, автор на 3 епизода, изпълнителен продуцент на 13 епизода